# Max Wilson

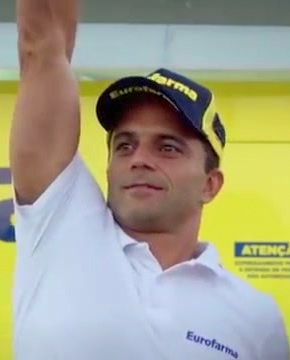
Max Wilson (2018)

Max Wilson (* 22. August 1972 in Hamburg) ist ein brasilianischer Automobilrennfahrer.

## Karriere
Wie bei vielen erfolgreichen Rennfahrern begann auch Max Wilsons Karriere im Kart. 1985 bestritt er erste Rennen in Brasilien und gewann in der Folge mehrere regionale und nationale Titel. Sein markanter Stil im Kart verhalf ihm zum Debüt im Formelsport und seine Karriere führte über diverse Nachwuchsformeln bis hin zu einem Testfahrer-Vertrag mit dem Williams-F1-Rennstall.

### Erste Erfolge in Brasilien
1993 wurde Max Wilson in seiner ersten Saison im Automobilsport auf Anhieb Vizemeister in der brasilianischen Formel-Ford-Meisterschaft. 1994 erhielt Wilson die Chance, in die Formel Chevrolet, das brasilianische Gegenstück zur deutschen Opel Lotus Challenge, aufzusteigen. Er unterlag im Titelkampf knapp Felipe Giaffone. In der folgenden Saison debütierte er in der Südamerikanischen Formel-3-Meisterschaft, verlor aber sein Cockpit trotz erfolgreichen Debüts (2. Platz) wegen Problemen mit den Sponsoren.
In letzter Minute erhielt Max Wilson einen Anruf von Dárcio dos Santos, einem Onkel von Formel-1-Piloten Rubens Barrichello, in dessen Dallara-Opel-Spiess er beim Formel-1-Rahmenrennen in Buenos Aires auf Anhieb siegte. Erneut geplagt von finanziellen Widrigkeiten, spitzte sich der Titelkampf zwischen Max Wilson und seinem Konkurrenten Ricardo Zonta zu. Ein Unfall in Cascável beschädigte offenbar das Chassis und Wilson verlor in der Folge in der Tabelle an Boden auf Zonta.
Beim ITC-Rennen 1996 im brasilianischen Interlagos ging Max Wilson als Gast in einem Alfa Romeo 155 V6 TI an den Start und wurde im zweiten Rennen Zweiter hinter Nicola Larini.

### Sprung nach Europa
Mittlerweile arrangierte sein Freund und zeitweiliger Manager, Ex-Rennfahrer Mario-Alberto Bauér, eine Testfahrt mit Willi Webers WTS-F3-Team und handelte im Anschluss einen einmaligen Auslandsstart mit BSR-Teamchef Bertram Schäfer für den Brasilianer aus. Beim vorletzten DM-Lauf, der im Rahmen des DTM-Rennens in Magny-Cours stattfand, gab Max Wilson seine Empfehlung für ein Cockpit für 1996 mit einem sechsten und einem fünften Platz ab.
Zwischenzeitlich hatte dos Santos ein neues Chassis für die letzten beiden Läufe in Brasilien beschafft, doch der Rückstand auf Zonta war bereits zu groß, sodass Max Wilson den Meistertitel wiederum verpasste. Bauér verhandelte in Deutschland weiter mit BSR und WTS über einen Vertrag für seinen Freund. Als Willi Weber seinen WTS-Stall an den Münchener Georg Tokmakidis veräußerte, erhielt dieser gleich den Namen des Brasilianers als Empfehlung und man wurde sich schnell handelseinig.

### Formel 3 in Deutschland
Wilson, der zwar gebürtiger Hamburger, jedoch rein brasilianischer Herkunft ist, zog Anfang 1996 nach München um. Prompt gewann er mit seinem neuen Team einen Vorsaison-Lauf in Hockenheim und avancierte zu einem der Favoriten. Doch dann zogen dunkle Wolken über dem Rennstall auf. Der Niederländer Tom Coronel stieg als Teamkollege noch vor dem ersten DM-Lauf aus, Fahrer und Teampersonal kamen und gingen, das Klima im Team verschlechterte sich, Ergebnisse bleeben aus, Wilson verließ das Team nach wenigen Läufen. Damit stand einer der Titelfavoriten (neben Jarno Trulli, Nick Heidfeld und Arnd Meier) ohne Cockpit da.
Wilson wechselte zum italienischen Prema-Power-F3-Team, wo er neben dem Macau-Portugiesen André Couto einen Dallara-Fiat übernahm. Ein Sieg bei widrigen Witterungsbedingungen in Diepholz blieb das einzige Highlight, der Fiat-Motor war den Opel-Spiess-F3-Triebwerken hoffnungslos unterlegen. Max Wilson zog sich daraufhin auch von Prema zurück, der zehnte Tabellenrang war die magere Ausbeute.

### Aufstieg in die Formel 3000
1997 stieß Max Wilson zum englischen Rennstall Edenbridge Racing und stieg mit dem ehemaligen Meisterteam der britischen Formel-3-Meisterschaft in die Formel 3000 auf. Sein Teamkollege dort war der Südafrikaner Werner Lupberger. Wilson beendete die Saison auf dem fünften Tabellenrang, 19 Punkte hinter Meister Ricardo Zonta, der sich in seiner bereits zweiten Saison den Titel sicherte. Auch 1998 bestritt Max Wilson die F3000-Saison mit Edenbridge, landete einen zweiten Platz in Spa-Francorchamps und wurde vom WilliamsF1-Team neben Juan Pablo Montoya als zweiter Testfahrer engagiert.
1999 bildete Max Wilson zusammen mit Bruno Junqueira das Petrobras Junior Team in der Formel 3000. Der Saisonauftakt in Imola wurde zum Spiegelbild der gesamten Saison: Pole-Position, doch im Rennen Ausfall nach Rempler von Nick Heidfeld. Schlimmer: In Hockenheim verschaltete sich Wilson in Führung liegend und ausgerechnet Teamkollege Junqueira huschte vorbei zum einzigen Saisonsieg des Teams.
Mit dem zweiten Platz in Hockenheim und zwei dritten Rängen, die einzigen Punkteränge in zehn Rennen, landete Max Wilson lediglich auf Tabellenrang acht. Teamkollege Junqueira hatte, neben einem Sieg, regelmäßiger Punkte erzielt und beendete die Meisterschaft auf Rang fünf. Vertragsangebote für die folgende Saison blieben karg.

### Die Tür zur Formel 1 fällt zu
Das Jahr 2000 begann schlecht. Der Testvertrag mit dem Williams-Rennstall wurde nicht verlängert, die Briten gaben Junqueira den Vorzug. Giancarlo Minardi, Eigner des gleichnamigen Formel-1-Rennstalls, hatte den Brasilianer zu Testfahrten eingeladen. Trotz guter Testzeiten erhielt jedoch der Argentinier Gastón Mazzacane auf Wunsch des Teamsponsoren Telefónica den Vorzug für das einzige freie Cockpit.
Max Wilson wurde arbeitslos und sprang bei Klaus Zwaarts Sportwagen-Projekt für die 24-Stunden-Rennen von Le Mans ein. Doch die Ascari benannte Neuentwicklung scheiterte wegen Getriebeproblemen bereits an der Qualifikation. Es sollte ein Jahr ohne ein einziges Rennen werden; lediglich Testfahrten für Reifenhersteller Michelin in einem ausgedienten Williams-F1-Chassis halfen über den Karriereknick hinweg.

### Keine Liebe fürs Oval
Für die Saison 2001 wurde Max Wilson von Arciero-Blair Racing Team für die Champ-Car-Serie verpflichtet. Einziges Highlight: In Road America fuhr Wilson im strömenden Regen den vierten Platz heraus. Unerfahren auf den ungewohnten Oval-Strecken und mit einem unterfinanzierten Team ohne Grundlage eine Empfehlung in eigener Sache abzugeben, blieb es beim Gastspiel in den USA.
Der Unfall von Alex Zanardi, bei dem der Italiener beide Beine verlor, trug ein Weiteres zu Wilsons Abneigung gegen Ovalrennen bei. Ohne Optionen in den USA und Europa kam ein von seinem Freund, dem Ex-Formel-1-Piloten Luciano Burti, vermittelter Vertrag mit Briggs Motorsport für die australische V8-Supercars-Serie gelegen.

### Umzug nach Australien
Wilson lebte sich in seiner neuen Umgebung gut ein, auch wenn die schwergewichtigen V8-Tourenwagen Eingewöhnung bedurften. Der fünfte Startplatz gleich beim zweiten Lauf, dem Clipsal 500 in Adelaide, ließ aufhorchen. Generell erreichte er gute Trainingsergebnisse (elf von 14 Qualifikationen in den Top 15), im Rennen behielten aber meist die erfahreneren Einheimischen die Oberhand.
Für die Saison 2003 wechselte Max Wilson zu Dick Johnson Racing, doch erst beim Schlusslauf der Saison gelang ein Podestplatz. Triple Eight Race Engineering bot ihm einen Zweijahresvertrag an, doch verschiedene Probleme während der Saison 2004 verhinderten gute Ergebnisse und nach einer hitzigen Diskussion beendete die Teamleitung den Vertrag vorzeitig.

### Sympathie-Bonus nach Rausschmiss
Als alle Türen verschlossen schienen, reichte Team Dynamik ein Rettungsseil. Das sympathische Wesen des Brasilianers verschaffte ihm das Cockpit, statt einem australischen Piloten. Das noch junge Team sollte am Ende mit einem fünften Platz beim Stadtrennen von Shanghai und einem Top-10-Ergebnis in Oran Park zufrieden sein.
Für 2006 gab Max Wilson dem etablierten WPS Racing Team den Vorrang, wo er mit Routinier Jason Bargwanna einen der Top-Leute der australischen Szene als Teamkollegen hatte. Sein bestes Ergebnis war der achte Platz beim Saisonauftakt, dem Clipsal 500 in Adelaide.
Max Wilson wohnt in Gold Coast, Australien.